# Montmagny (Val-d'Oise)
Montmagny é uma comuna do departamento do Val-d'Oise, na região da Île-de-France, na França.
Seus habitantes, em número de 14 003 em 2011, são chamado Magnymontois(es).

## Geografia

### Localização e comunas limítrofes
Montmagny é uma comuna do Val-d'Oise que está localizada no Vale de Montmorency, a cerca de 10 km a norte das portas de Paris. A Méridienne Verte passa por Montmagny, principalmente ao oeste da cidade.
A comuna está adjacente a Épinay-sur-Seine, Deuil-la-Barre, Groslay, Sarcelles, Pierrefitte-sur-Seine e Villetaneuse.

### Vias de comunicação e transportes

#### Transporte público
A cidade tem:
- duas estações do Transilien Paris-Nord: 
  - Estação de Épinay - Villetaneuse, que assegura uma correspondência com as linhas Paris-Pontoise e Paris-Valmondois. As ligações para Paris são asseguradas com uma média de 7 a 8 minutos nos horários de pico ;
  - Estação de Deuil-Montmagny, servida por um trem omnibus a cada quarto de hora nos horários de pico e um trem omnibus a cada meia hora no resto do dia. São de 13 a 15 minutos de trajeto para chegar à Gare de Paris-Nord ;
- muitas linhas de ônibus: RATP 156, 256, 337, 356, 361 e Noctilien N51 ; e TVO 37 ;

Desde 2011, o Quartier du Barrage dispõe da estação Butte-Pinson na linha 5 do tramway d'Île-de-France.
Em 2017, essa oferta de transporte público será complementada pelo Tram Express Nord, que vai garantir a reabertura ao serviço de passageiros da linha da Grande Ceinture, com uma estação de correspondência em Épinay-Villetaneuse e uma nova estação ferroviária em Villetaneuse-Université, perto da cidade.

#### Rede de estradas
A cidade é facilmente acessível por duas antigas estradas nacionais, que a conecta a toda a rede de estradas no norte da aglomeração parisiense:
- ao nordeste no quartier du Barrage, por um grande eixo de trânsito muito frequentado, a antiga RN 1 (atual RD-301), que dá acesso à autoroute A1 e Paris.
- a antiga RN 328 (atual RD-928), conhecida localmente como route de Saint-Leu, e que também suporta uma circulação de trânsito.

Além disso, para sanar uma deficiência das conexões e de trocas entre Cergy-Pontoise e o pólo de desenvolvimento do Aeroporto de Paris-Charles de Gaulle, uma artéria de circulação interurbana entre estes dois pólos é programada depois de muitos anos a algumas centenas de metros ao norte de Montmagny, na comuna de Groslay. Esta via, denominada boulevard Intercommunal du Parisis (B.I.P.) ou, mais recentemente, avenue du Parisis, deve ligar em termo a autoroute A1 e a autoroute A104 à autoroute A15. A futura via será ligada a Montmagny pelas vias departamentais ao noroeste da comuna.

## História

### Toponímia
A localidade é atestada sob o nome de Mons Magniacus em 1116, Mommegina, Mommegnia, Mons menia, Monmagnie em 1243, Montmeignie em 1293, Montaigernie.
O nome de Montmagny é uma referência à colina testemunha próxima da que sobe a antiga estrada que conduz de Meaux (Seine-et-Marne) a Pontoise, mas é na verdade de uma formação de tempos medievais, daquela que o elemento de Magny conserva o nome primitivo da localidade: lidamos com um domínio galo-romano (Magniacus), no seu lugar ao longo do antigo caminho.
Para formar o gentílico, se serve o topônimo mas invertendo a ordem determinado - determinante que se tornou determinante - determinado pela adição do sufixo -ois, isto é : Montmagny > Magnymont + -ois = Magnymontois.

#### Pré-história
Os restos mais antigos são machados, um bracelete de bronze e um pequeno vaso datado da Idade do bronze e descobertos em uma pedreira de gesso perto de Barrage.
No século XIX, uma vila gallo-romana, infelizmente não localizada, teria deixado vários objetos, entre os quais um machado de ferro em forma de crescente. A localidade le Camp é evocada como recordando o local de um acampamento romano .

#### Uma primeira atestação medieval
A primeira menção da vila remonta a 1090 quando Hervé de Montmorency (+ 1094) senhor de Montmorency e de Marly, "bouteiller" da França, concedeu para a abadia de Saint-Florent de Saumur (Maine-et-Loire) o dízimo das passagens ou terras livres de Montmagny. Em 1184, seus descendentes doaram as vinhas aos cânones da igreja colegiada de Montmorency para que eles construíssem uma igreja paroquial no local da antiga capela. Seu pároco foi nomeado pelo prior de Deuil, por si dependente de Saint-Florent. A carta de 1100 não faz menção de uma igreja local em Montmagny. A população deveria ir a Deuil ou a Villetaneuse, que tem uma igreja dedicada ao são Liphard, um taumaturgo, bispo de Orleans, no século VI, caçador de demônios, de dragões. No século XVIII, o abade Lebeuf surpreendeu-se desse patrão, que ninguém conhece mais.
A igreja de Montmagny aparece em 1173. O trabalho de restauração traz um pouco de luz sobre suas origens. A fachada oeste mostra vestígios de um edifício que aí é ligado. Parece ser de origem, pelo menos em parte, pela sua construção e suas portas baixas muradas. Ela foi transpassada por uma claraboia ogival, sem pedra de tamanho. A porta norte do fim do século XVI deu talvez em um claustro. O campanário, exterior do edifício, perfurou o primeiro nível de um óculo e ao segundo janelas ogivais muito primitivas, está apoiada nos quatro ângulos por contrafortes desajeitados recuados em cada andar. Tudo isso junto, construído com materiais encontrados no local, é datado do século XII.
A oeste da igreja existe um "mosteiro", atestado em 1547 por barracas de misericórdia que se conservam no coro. Não é uma abadia ou um priorado, mas os cistercienses de Bonport (Eure) aí possuíam claustros de vinha, lagar e casas entre Deuil e Montmagny,
Como ela é mantida por um capelão, é provavelmente anexa a um palacete senhorial. Os Bouchard fizeram construir e a dedicaram para são Tomás de Cantuária recentemente canonizado. Na ata de fundação, o prior de Deuil é suposto para nomear o servidor. Na prática, os Bouchard o elegeram eles mesmos e o ofereceram ao bispo de Paris, cuja jurisdição eclesiástica se estende sobre Montmagny (1173, depois 1184). No entanto, a paróquia não figura no pouillé (carta eclesiástica) parisiense dos séculos XIII e XIV.

#### Os senhores de Montmagny
O município foi mencionado pela primeira vez em 1291, em um ato de Mathieu IV de Montmorency (1270-1304).
Em 1369, a confissão feita para o Montmorency, no bois de Richebourg, que cobria o monte e o vale "na parte inferior da montanha", que se refere a uma casa senhorial, com dependências.
O representante mais famoso da linhagem era Charles Huault de Montmagny (cerca de 1583-cerca de 1653), cavaleiro da Ordem de São João de Jerusalém, primeiro governador e tenente geral da Nova França a partir de 1636 a 1648. As lápides de Adrien Huault (1620-1699) e seu filho, Louis Michel († 1676) são expostos na nave da igreja com um casal de enólogos.

#### O castelo de Montmagny
O castelo ficava na esquina das rues Pelletier e de la Jonction. No século XVIII, passou para as mãos de vários grandes burgueses. Declarada de propriedade nacional, durante a Revolução, ela abrigava um hospital entre junho de 1794 e julho de 1795. Declarado bem nacional na Revolução, ele abrigou um hospital entre junho de 1794 e julho de 1795. Este castelo foi destruído na Revolução. Permanece, no entanto um traço com o plano da Intendência, e depois foi demolido. Uma de suas grelhas é hoje o centro hospitalar de Carnelle à Saint-Martin-du-Tertre.
Um castelo ocupava o centro do burgo. Ele foi construído por um senhor Huault (governador da Nova França e fundador de Montmagny em Québec) no século XVI. O castelo mudou de dono várias vezes. Se inclui os nomes de Toume de Richebourg, d'Arboulin ("provedor da boca do Rei", no vinho de Montmagny), Malebranche (irmão do filósofo) e finalmente Chavaudon de Saint-Maure.
As atividades de viticultura e do mercado de jardinagem constituíram a economia principal da comuna.

#### Século XIX
Os Prussianos miraram a vila para um saque em 1814-1815.
No século XIX, as atividades do vinho ainda são importantes e cobrem uma parte significativa do território. Charles Lefeuve refere-se ao "vinho cozido fora do lagar de vinho e que tem um ar de ratafia". As videiras foram plantadas, em especial, no morro de Madeira de Richebourg. Eles estão indo para diminuir gradualmente para o benefício de pomares e hortas.
As empresas se deslocam, incluindo a pedreira de trabalhadores que trabalhavam a pedra de reboco, mas também uma destilaria e uma fábrica de pianos (Mr. Prilipp, que permaneceu avenida das tílias), agora extintos.
O século XIX é marcado pela chegada da ferrovia, com duas estações que servem a comuna de Deuil-la-Barre, no limite da comuna e de Epinay-Villetaneuse.
Em 1898, os abades Leon e Theodore Garnier compraram um antigo compromisso de caça do duque de Enghien atrás do atual câmara municipal, para torná-lo uma casa de repouso para velhos sacerdotes. Em 1908, o estabelecimento mudou a sua designação para tornar-se um seminário para vocações tardias, que vai funcionar até 1970 e em seguida comprado pela prefeitura.

#### Século XX
No século XX, é necessário notar a presença de numerosas guinguettes em Butte-Pinson, localizado no limite de Montmagny, e em Pierrefitte-sur-Seine.

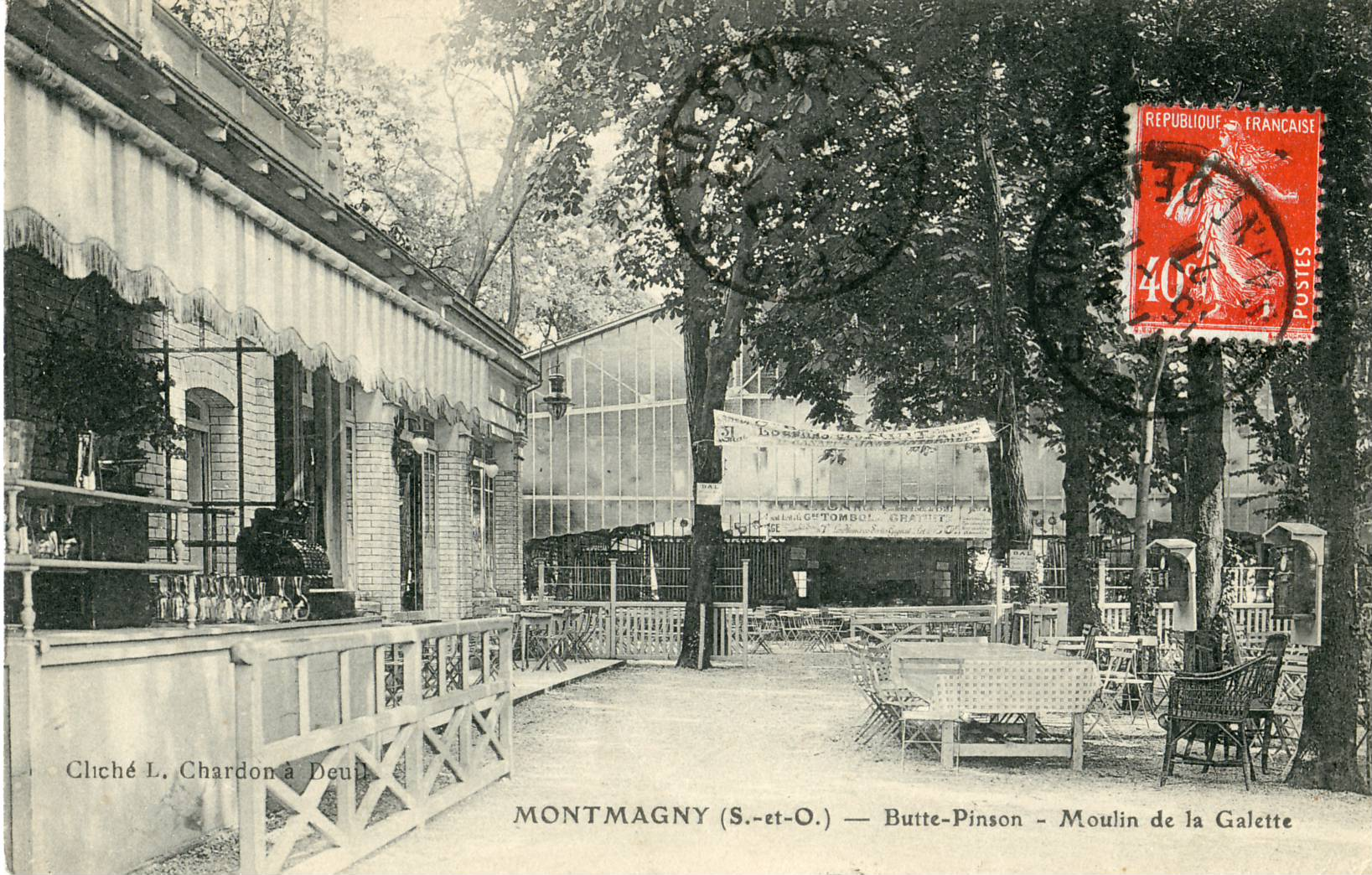
Um dos guinguettes de Butte-Pinson.
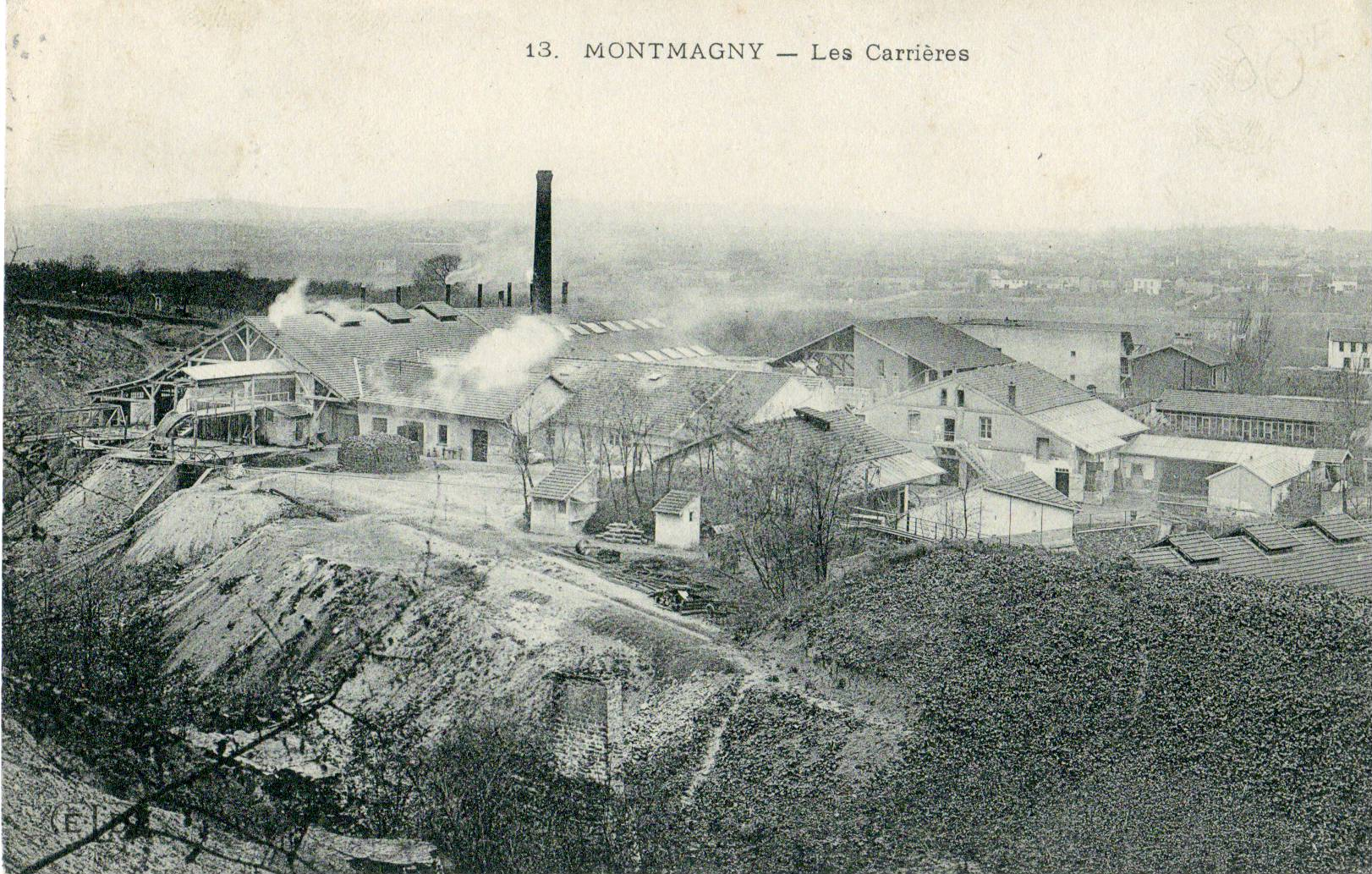
Uma carreira em Montmagny.
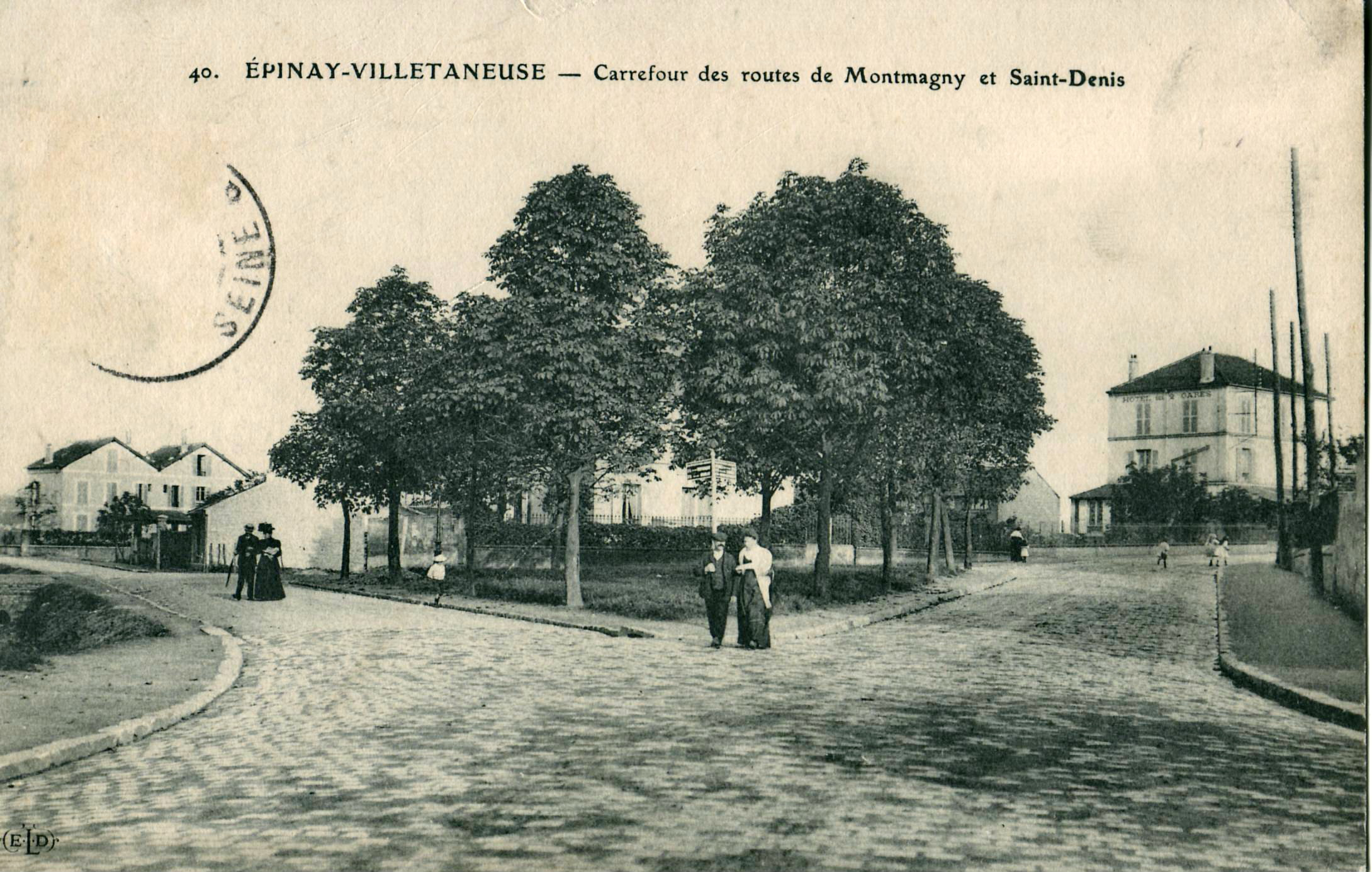
O cruzamento entre a estrada do Saint-Leu e a rue depinay, em 1900

Em 1926-37, a capela Sainte-Thérèse, 242 rue d'Épinay (classificada como monumento histórico pelo decreto de 1 de setembro de 1997) é construído pelo arquiteto Auguste Perret, no sul da cidade, no meio da urbanização, é composto de concreto armado como material principal sobre o modelo de Le Raincy.
A atividade económica é, em grande parte, orientada para a oferta de frutas e legumes para o capital de graças para muitos jardineiros. No meio do século XX estavam também a crescer pomares de maçãs, pêras e cerejas. Entre as cerejeiras, são cultivadas peônias. O primeiro maçãs de ouro da região de paris são colhidas em Montmagny sobre as maçãs importadas do EUA por Jacques Ferté, que tinha na época relações com a família Tassel. Continua esta tradição na cultura hortícola por exemplo uma variedade de cultivar de dente-de-leão dita dente-de-leão verde de Montmagny.
Viveu em Montmagny, onde sua mãe, uma professora, que viveu até o final, André Peytavin (1926-1964). Alto nível científico, ele está empurrando dentro da seção aluno do Movimento Republicano Popular (MRP) de Marc Sangnier, fundador da Sillon. Ele se tornou o secretário-geral da Federação da África Negra, na seção do aluno MPR e, em seguida, viajou para Dakar, onde ele terá a direção do laboratório de bioquímica e fisiológica do Laboratório médico de criação de animais, mas está se afastando logo em pesquisa para se dedicar a ação política e o compromisso de ser um católico. Ele foi eleito secretário-geral da federação MRP da África Ocidental Francesa (AOF). Este cientista de origem romana vai se tornar o primeiro ministro da economia do Senegal depois da independência, e vai ser neste título chamado o "negro branco". Ele morreu em 1964, por razões que são incertas (doença ou assassinato ?). O presidente L. S. Senghor lhe fez um funeral nacional, e deu o seu nome a uma das maiores artérias de Dakar e o primeiro colégio da capital.

## Lugares e monumentos

### Monumento Histórico
Montmagny tem apenas um monumento histórico em seu território, a capela de Sainte-Thérèse, 242 rue d'Épinay (classificado como monumento histórico pelo decreto de 1 de setembro de 1997). Construído por Auguste Perret, em 1926-27, no sul da cidade, no meio da urbanização, é composto de concreto armado como material principal.

## Geminação
- Sprimont (Bélgica).
- Montmagny (Quebec).
- Sever do Vouga (Portugal).

## Pessoas famosas relacionadas com Montmagny
- Charles Huault de Montmagny (cerca de 1583-cerca de 1653), cavaleiro da Ordem de São João de Jerusalém, o primeiro governador e comandante geral da Nova França a partir de 1636 a 1648.
- André Peytavin (1926-1964), o primeiro ministro da economia da República do Senegal. Ele veio a encontrar-se regularmente, sua mãe e seus amigos que viviam em Montmagny.
- Yerna de Coster (1962), poeta e jornalista.
- Christopher Dauphin (poeta) (1968).